# SeeCampus Niederlausitz

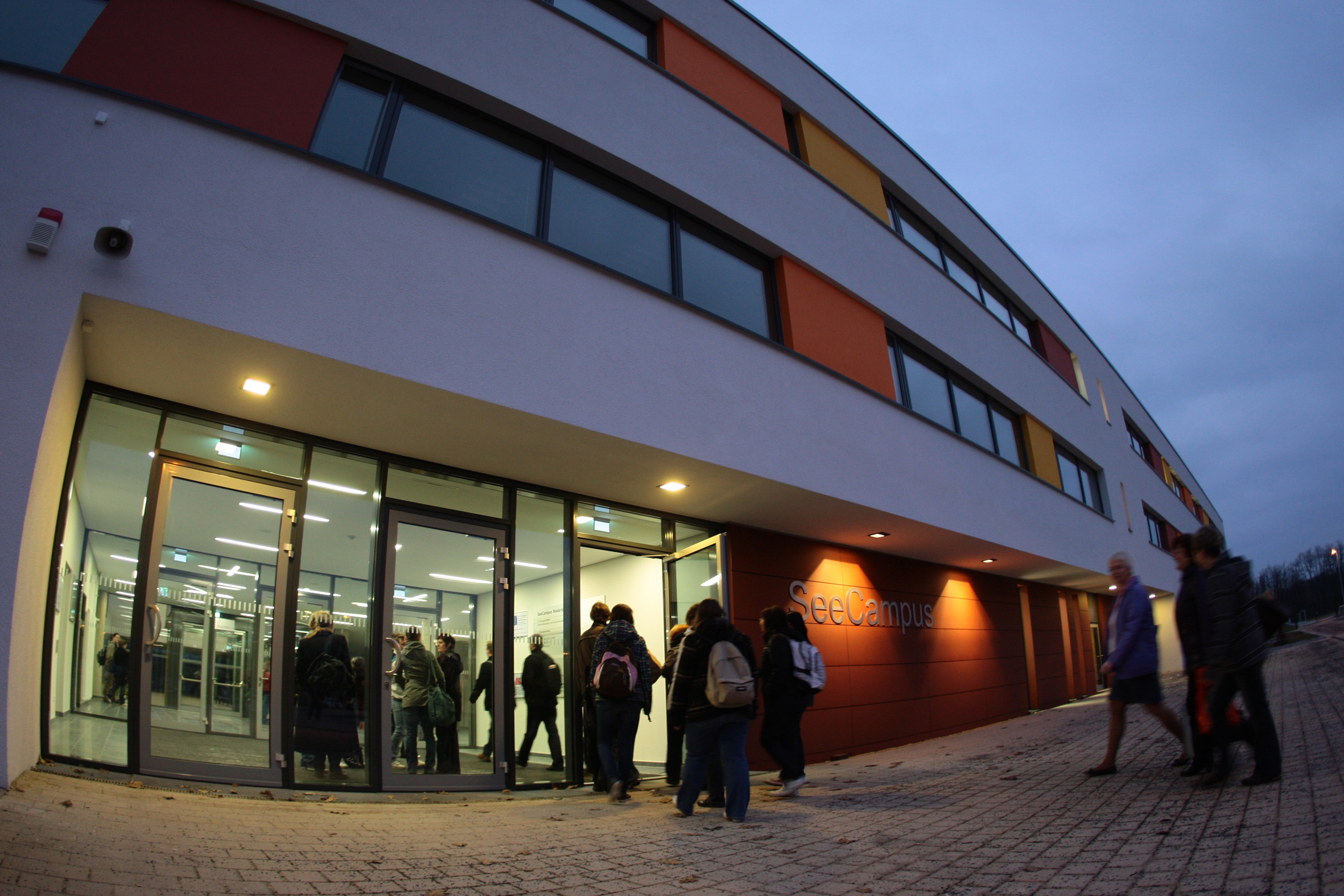
Der SeeCampus bei Nacht

Der SeeCampus Niederlausitz ist ein Bildungszentrum in Schwarzheide, Brandenburg. In dem Gebäude sind verschiedene Bildungseinrichtungen der Region – das Emil-Fischer-Gymnasium Schwarzheide und Teile des Oberstufenzentrums Lausitz – untergebracht. Es ist der erste PPP-Schulneubau in Passivbauweise. Schon während der Bauphase wurde für das Projekt der Innovationspreis für Öffentlich Private Partnerschaften (PPP) des Jahres 2010 in der Kategorie Schule vergeben. Am 20. Juni 2012 wurde das Gebäude mit dem DGNB-Zertifikat in Silber der Deutschen Gesellschaft für Nachhaltiges Bauen ausgezeichnet.
Das Bildungszentrum wurde am 17. Februar 2011 eröffnet. Es ist Standort für ein Gymnasium, ein Oberstufenzentrum und eine Bibliothek. Im Bildungskomplex sind weiters auch eine Dreifeldsporthalle, eine Mensa/Cafeteria und umfangreiche Außenanlagen integriert. Das dreigeschossige Gebäude liegt auf einer bergbaulich sanierten Grundstücksfläche am Nordufer des Südteiches in Schwarzheide.

## Daten und Fakten
Das SeeCampus-Grundstück ist ungefähr 58.500 m² groß, die Nutzfläche beträgt ca. 8.350 m² und die Bruttogeschossfläche etwa 14.200 m². Das Gebäude ist 106,25 m lang und 52,90 m breit. 
Baubeginn war im Oktober 2009. Das Gebäude war im Januar 2011 fertiggestellt. Der Schulträger ist der Landkreis Oberspreewald-Lausitz. Am Projekt beteiligt waren die Städte Schwarzheide und Lauchhammer, die BASF Schwarzheide und die Landesregierung Brandenburg. Auftragnehmer war die PPP SeeCampus Niederlausitz GmbH, Bad Hersfeld. Planung und Bau wurden von der Ed. ZÜBLIN AG realisiert. Betreiber des Gebäudes ist die DYWIDAG-Service-GmbH Frankfurt/M.

## Idee und Realisierung des Projektes

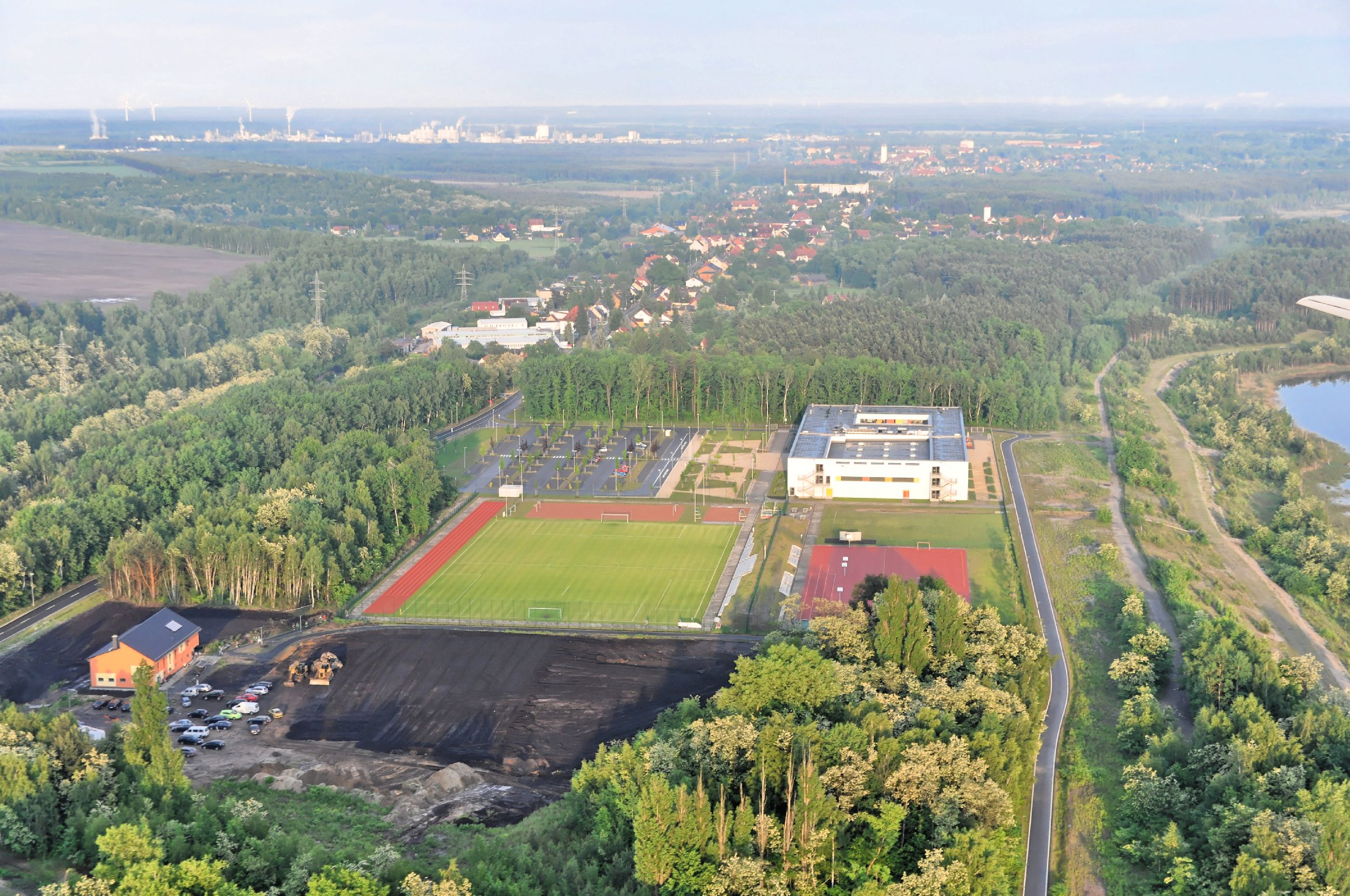
Luftaufnahme (2013)

### Ausgangssituation
Gegen Ende der 1990er Jahre wurden aufgrund dramatisch sinkender Schülerzahlen im Landkreis Oberspreewald-Lausitz zunehmend eine Konzentration von Schulen gefordert. Dazu kam, dass die vorhandenen Schulgebäude einen großen Sanierungsbedarf aufwiesen. Gleichzeitig wurde versucht, Unternehmen zur Neuansiedlung zu bewegen. Einen industriellen Schwerpunkt bilden in der Region Unternehmen der Chemie- und Kunststoffbranche. Vor diesem Hintergrund entstand die Idee ein Bildungszentrum neuen Stils mit naturwissenschaftlichem Profil zu bauen. Impulsgeber für das Projekt und treibende Kraft von Anfang an war neben dem Landkreis die BASF Schwarzheide, die die Kapazitäten damals erweiterte und versuchte, Zulieferer in der Region anzusiedeln. Eine der wichtigen Voraussetzungen für erfolgreiche Ansiedlungspolitik sind qualifizierte Arbeitskräfte. So entstand die Idee eines Bildungszentrums neuen Stils.

### Projektentwicklung und PPP
Die Projektidee fand beim Land Brandenburg, beim Landkreis und den betroffenen Kommunen sofort breite Zustimmung. Aufgrund der angespannten finanziellen Situation des Landkreises Oberspreewald-Lausitz in der Zeit der Projektentwicklung und Realisierung wurde das Projekt aber immer wieder in Frage gestellt. Um die Chancen und Potenziale auszuloten, wurde ein moderierter Prozess gestartet.
Die Realisierung war nur über eine „Öffentlich Private Partnerschaft“ (ÖPP bzw. PPP) möglich. Dadurch wurden bei diesem Projekt etwa 10 % der Kosten eingespart.

### Beteiligte Organisationen
Folgende Organisationen waren an dem Projekt beteiligt:
- Landkreis Oberspreewald-Lausitz: öffentlicher Auftraggeber und Vertreter der Interessen der Projektpartner
- Städte Schwarzheide und Lauchhammer: Projektpartner, Nutzung von Sportanlagen, Cafeteria und öffentlicher Bibliothek
- BASF Schwarzheide: ideelle und finanzielle Unterstützung, Lieferung von Baumaterial und anderen Leistungen (Forschung, Zertifizierung)
- PPP SeeCampus Niederlausitz GmbH: Auftragnehmerin für Planung, Bau, Betrieb, Verpflegung und Finanzierung
- Deutsche Kreditbank: externer Investor
- Hermann Kirchner Projektgesellschaft GmbH: Projektmanagement und Gesellschafter der PPP SeeCampus Niederlausitz GmbH
- Passivhaus Institut Darmstadt: Passivhaus-Beratung
- DYWIDAG-Service-GmbH für Gebäudemanagement, Ed. ZÜBLIN AG für Planung und Bau, pbr Planungsbüro Rohling AG für Architektur

### Monitoring und Evaluation
In einem wissenschaftlichen Forschungsprojekt wird die Nutzerfreundlichkeit und Effizienz des Gebäudes laufend untersucht und Optimierungspotenzial aufgezeigt. Auf diese Weise wird insbesondere die Energiespartechnik laufend verbessert und immer feiner auf die Erfordernisse abgestimmt.